# Фаллос из Холе-Фельс
«Фаллос из Холе-Фельс» («фаллос из Шельклингена»; нем. Der Phallus vom Hohle Fels, Phallus von Schelklingen) — древнейший из известных науке фаллосов, обнаруженный в 2004 году в пещере Холе-Фельс близ немецкого города Шельклингена в районе Альб-Дунай в Баден-Вюртемберге. Фаллосу примерно 28 000 лет. Он принадлежит граветтской культуре верхнего палеолита, сделан из алевролита антрацитового цвета. Его длина составляет 19,2 сантиметра, ширина 3,6 сантиметра, толщина 2,8 сантиметра и вес 287 граммов.
Каменный артефакт был собран из 14 фрагментов, которые были разбросаны на участке площадью около одного квадратного метра, раскопки на котором велись в течение восьми лет. Он был обнаружен в стратиграфически разграниченном слое, который содержал более 10 000 артефактов кремня, многочисленные органические артефакты и необычайно большое количество костных углей и костного пепла. Предмет имеет следы царапин, которые указывают на то, что он мог использоваться в качестве дубинки при изготовлении оружия из кремня. Гладкая отполированная поверхность, вероятно, является результатом обработки кожей. Использование предмета для сексуальной стимуляции также возможно. Фаллос либо сломался во время использования в качестве инструмента, либо был разбит во время ритуала. Некоторые фрагменты упали в огонь. По этой причине объект, реконструированный сегодня, имеет разные цвета.
Фаллос предоставляет информацию о мужских сексуальных представлениях в Граветте, периоде, который до сих пор был известен прежде всего своими статуэтками Венеры, а также изображениями животных и химер.